# Magistralni put 25
Die Magistralni put 25 ist eine Bundesstraße in Serbien. Sie beginnt in Mali Požarevac an der Autoput A1 und führt in südlicher Richtung über Mladenovac und Topola nach Kragujevac.